# Wishmaster
《Wishmaster》是芬兰交响金属乐团夜愿的第三张专辑，由斯潘法姆唱片发行于2000年5月19日。
《Wishmaster》延续了前张专辑《Oceanborn》 强大交响力量金属的的特色，但也更重视强有力的旋律速度与沉重的氛围。《Wishmaster》有一个非常明确的幻想主题，这或许超越了其上张专辑。虽然 人们通常认为专辑接近传统力量金属，但其也有种类繁多的慢歌，如《Come Cover Me》和《Two for Tragedy》，以及更多的史诗类作品，如《Dead Boy's Poem》和《FantasMic》。《Kinslayer》则写了科伦拜恩高中屠杀的受害者。《Wishmaster》的灵感来自于幻想小说《指环王》和《龙枪》，里面提到了瓦爾妲、羅斯洛立安和从前的林頓；此外还有达拉马、雷斯林·马哲里以及后来的最终归宿旅店。歌曲《FantasMic》和迪斯尼动画电影相关，尤以其中的幻想和寓言的元素，而歌曲标题则是来自迪士尼乐园节目《Fantasmic!》。
专辑同名歌曲《Wishmaster》一直夜愿的精选作品之一，其在几个精选辑中 都有收录。其自发布以来经常在现场演奏中出现，歌曲还是2005年录制的现场DVD《End of an Era》的特色作品。截至2010年，虽然乐队成员发生了变化，但它还仍然经常现场演出中演唱。而在录制管弦乐曲目《Dark Passion Play》时，还为《Wishmaster》录了一个新的管弦乐前奏。由于金属清唱乐团van Canto 2008年的翻唱视频，首歌通而受到了金属社团的的注意。其它经常在现场演唱的音乐包括《She Is My Sin》、《Dead Boy's Poem》和《Come Cover Me》。
《Wishmaster》排到了芬兰官方榜单的第一名；这张专辑也首次亮相于欧洲榜单，并排在法国榜的第21位和德国榜的66位。专辑在芬兰已经售出超过7.7万张。

## 曲目列表
|     | 曲目                                     | 词曲                       | 时长 |
| --- | ---------------------------------------- | -------------------------- | ---- |
| 1.  | "She Is My Sin"                          | 托马斯·霍洛帕尼            | 4:46 |
| 2.  | "The Kinslayer" （feat. Ike Vil）        | 托马斯·霍洛帕尼            | 3:59 |
| 3.  | "Come Cover Me"                          | 托马斯·霍洛帕尼 & Vuorinen | 4:34 |
| 4.  | "Wanderlust"                             | 托马斯·霍洛帕尼            | 4:50 |
| 5.  | "Two for Tragedy"                        | 托马斯·霍洛帕尼            | 3:50 |
| 6.  | "Wishmaster"                             | 托马斯·霍洛帕尼            | 4:24 |
| 7.  | "Bare Grace Misery"                      | 托马斯·霍洛帕尼 & Vuorinen | 3:39 |
| 8.  | "Crownless"                              | 托马斯·霍洛帕尼 & Vuorinen | 4:25 |
| 9.  | "Deep Silent Complete"                   | 托马斯·霍洛帕尼            | 3:57 |
| 10. | "Dead Boy's Poem" （feat. Sam Hardwick） | 托马斯·霍洛帕尼            | 6:47 |
| 11. | "FantasMic"                              | 托马斯·霍洛帕尼            | 8:17 |
| 12. | "Sleepwalker" （Bonus track）            | 托马斯·霍洛帕尼            | 2:55 |

### 销售和认证
| 国家 | 音乐唱片销售认证 （金唱片） |
| ---- | --------------------------- |
| 芬兰 | 2x 铂金                     |

## 工作人员

### 乐队
- 塔雅·图伦尼 – 主唱
- Erno "Emppu" Vuorinen – 吉他
- Sami Vänskä - 贝斯
- Tuomas Holopainen – 键盘
- Jukka Nevalainen – 鼓 and 打击乐

### 邀请人员
- Ike Vil - "The Kinslayer" 宾白
- Sam Hardwick - "Dead Boy's Poem" 宾白
- Esa Lehtinen - 长笛
- Ville Laaksonen - 男高音
- Matias Kaila - 男高音
- Kimmo Kallio - 男中音
- Riku Salminen - 贝斯歌手
- Anssi Honkanen - 贝斯歌手
- V. Laaksonen - 合唱安排